# Sabueso de Hygen
El Sabueso de Hygen es una raza de perro de caza de tipo sabueso de origen noruego.
Creado en el siglo XIX a partir de otras razas de perros de caza, el Hygenhund es un cazador duro que puede atravesar terreno ártico durante largos períodos sin acusar fatiga.

## Apariencia
Con una altura a la cruz de entre 48 y 61 cm y un peso de entre 20 y 25 kg, tiene un manto grueso y brillante de pelos rectos. Puede encontrarse en amarillento, rojizo y castaño (con o sin manchas negras), algunas veces de colores combinados.
La cabeza es triangular con un cráneo ancho y ojos oscuros; las orejas anchas, el morro de tamaño medio y el cuello largo y claro.